# Francesc Rialp i Casas
Francesc Rialp i Casas (Barcelona 1928 - 1979), fou un erudit cinematogràfic.
Fou el creador de l'Arxiu Cinematogràfic-Internacional, de gran valor pel seu contingut bibliogràfic, i també un dels seus directors, com ho foren també Manuel Ferrer Salvador i José María Ibáñez Llurba. Ha destacat per la col·laboració en nombroses revistes i publicacions relacionades amb el món del cinema, Entre aquestes es troben les seves contribucions a l'Enciclopèdia Il·lustrada del Cinema. També té contribucions sobre el famós director de cinema alemany William Dieterle.